# Rybky
Rybky (německy Ribke; maďarsky Halasd, do roku 1907 Ribek) jsou obec na Slovensku v okrese Senica. Žije zde 417 obyvatel. První písemná zmínka o obci pochází z roku 1394. Od okresního města Senice jsou vzdálené 4 kilometry.
V obci je římskokatolický kostel Jména Panny Marie z roku 1832.